# Miconia amilcariana
Miconia amilcariana är en tvåhjärtbladig växtart som beskrevs av Frank Almeda och Laurence J. Dorr. Miconia amilcariana ingår i släktet Miconia och familjen Melastomataceae. Inga underarter finns listade i Catalogue of Life.